# John Hesselius
John (eller Johan) Hesselius, född 1727, död 1778, var en svensk-amerikansk konstnär. Han var son till konstnären Gustaf Hesselius och sonson till kyrkoherde i Folkärna Andreas Olai Hesselius.
John Hesselius var elev till sin far och i sin tur lärare till konstnären Charles Willson Peale. Han var huvudsakligen verksam som porträttmålare.